# Black Country Communion
Black Country Communion est un supergroupe anglo-américain de hard rock, originaire de Los Angeles, en Californie. Il est formé en 2010 par Glenn Hughes, Jason Bonham, Derek Sherinian et Joe Bonamassa.

## Historique

### Formation etBlack Country(2010–2011)
Glenn Hughes et Joe Bonamassa rendent publique leur collaboration et leur intention d'enregistrer un album après s'être produits tous deux à l'événement Guitar Center: King of the Blues, à Los Angeles, en novembre 2009. Le producteur Kevin Shirley leur suggère alors d'engager comme batteur le fils de John Bonham, Jason. Bonamassa ne voulant pas constituer un groupe dans la configuration d'un power trio, lui et les autres décident d'engager l'ancien claviériste de Dream Theater, Derek Sherinian, là encore sur les conseils de Kevin Shirley. 
Les premières séances de répétition du nouveau groupe ont eu lieu aux studios Shangri La à Malibu en Californie. Selon Bonham, l'enregistrement du premier album débute dès janvier 2010. Le groupe veut à l'origine se baptiser « Black Country », en hommage à la zone industrielle anglaise où Hughes et Bonham ont grandi, mais ils sont contraints de changer d'avis après qu'une formation portant le même nom a menacé de les poursuivre en justice. Le nom de Black Country Communion est finalement retenu. Le premier album du groupe, Black Country, est publié le 20 septembre 2010, et salué par les critiques.

### 2etAfterglow(2011–2013)

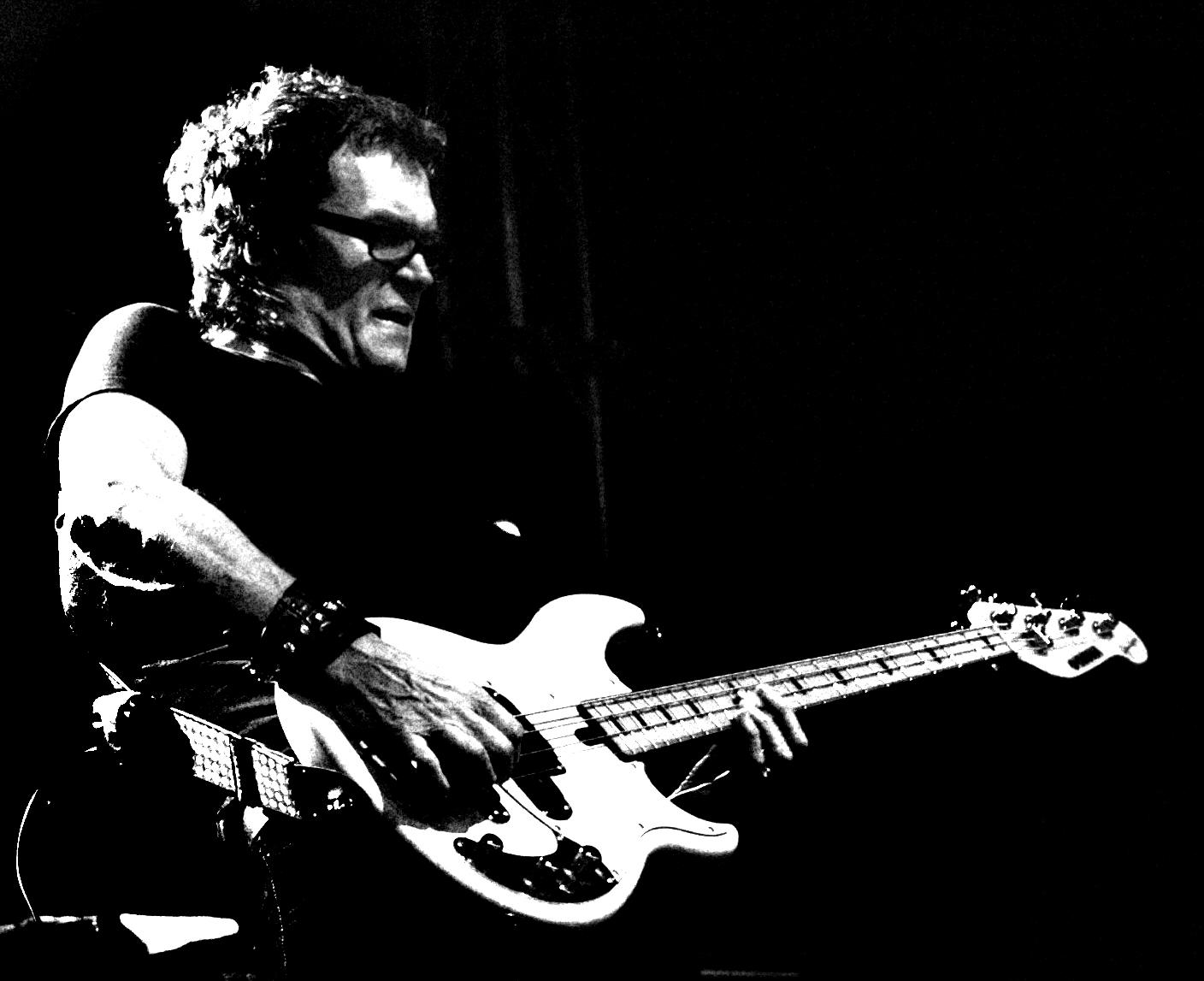
Glenn Hughes.

Black Country Communion s'engage ensuite dans une tournée mondiale, au cours de laquelle Glenn Hughes révèle au magazine EspyRock qu'il a commencé à écrire des chansons pour un deuxième album.
Le 12 janvier 2011, Hughes annonce que le groupe publiera son deuxième album studio en juin, à peine neuf mois après la sortie du premier album. D'après lui, la sortie de l'album coïncide avec le lancement de la tournée estival de Black Country Communion. Le 8 juin suivant, le groupe enregistre un clip vidéo pour soutenir le premier single Man in the Middle, extrait du nouvel album 2 qui est officiellement mis en vente le 14. Une tournée de quelques mois accompagnera la sortie de cet album, qui passe notamment par le Bataclan à Paris en juillet de la même année Cette tournée se terminera par la création d'un album et d'un DVD en concert, Live Over Europe.
En 2012, le groupe enregistre le successeur de 2 : Afterglow; le troisième album sort en Europe le 30 octobre. Le 13 mars 2013, Joe Bonamassa annonce son départ, révélant qu'il n'est « heureusement plus concerné » par le groupe. Le 23 mars, Glenn Hughes confirme que le groupe se sépare, révélant que Bonamassa n'autorise pas les membres restants de continuer sous le nom de Black Country Communion. Parlant de l'avenir, Hughes laisse entendre que « Jason, Derek et moi allons continuer avec un nom différent lorsque le moment sera venu ».

### Retour,BCCIV et BCCV(depuis 2016)

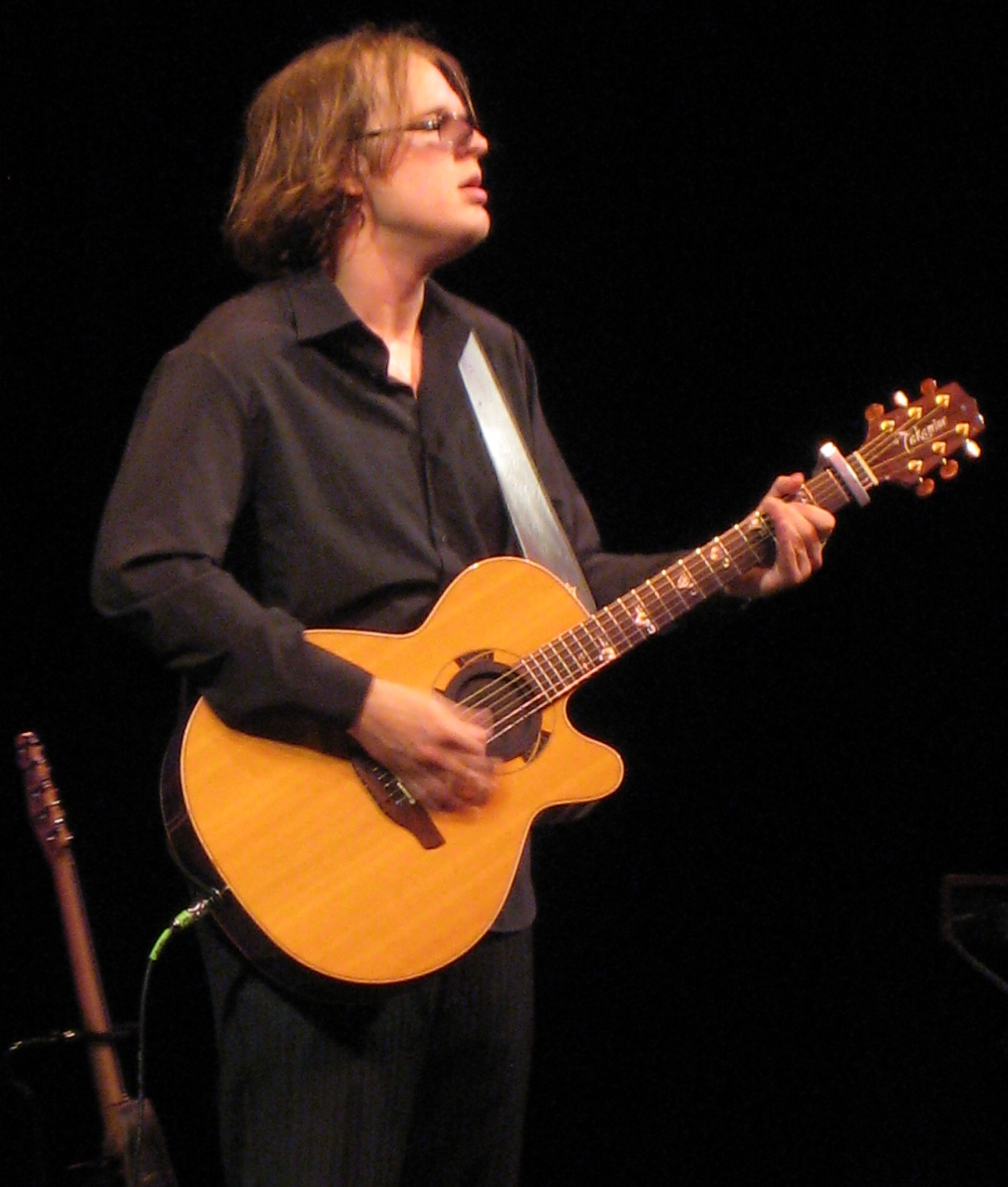
Joe Bonamassa.

En avril 2016, sous l'insistance de Joe Bonamassa, le groupe annonce son retour pour l'année suivante. Au printemps 2017, le groupe entre en studio pour enregistrer un quatrième album dont la sortie est prévue pour septembre. Après la sortie d'un premier single, Collide, le 2 août, l'album nommé BCCIV (pour Black Country Communion IV) sort finalement le 22 septembre. Cependant, les emplois du temps de chaque membre étant chargés, seuls quelques rares concerts pour promouvoir l'album sont prévus début 2018 : deux au Royaume-Uni les 2 et 4 janvier, et un aux Etats-Unis le 26 février.
Le 2 février 2024, le groupe publie sur sa chaîne YouTube la vidéo de Stay Free, extrait du futur album BCCV, qui paraitra le 14 juin.

## Membres
- Glenn Hughes : chant principal, basse
- Joe Bonamassa : guitare, chant secondaire
- Jason Bonham : batterie, percussions
- Derek Sherinian : claviers

## Discographie
| 2010 | Black Country - Date de sortie : 20 septembre 2010 - Label : Mascot/J&R Adventures | 54 | 13  |
| 2011 | 2 - Date de sortie : 13 juin 2011 - Label : Mascot/J&R Adventures                  | 71 | 23  |
| 2012 | Afterglow - Date de sortie : 29 octobre 2012 - Label : Mascot/J&R Adventures       | 48 | 29  |
| 2017 | BCCIV - Date de sortie : 22 septembre 2017 - Label : Mascot / J&R Adventures       | 7  | 102 |
| 2024 | BCCV - Date de sortie : 14 juin 2024 - Label :                                     |    |     |